# Sadek Sellam
Sadek Sellam, né en 1950 à Douera, est un historien et journaliste franco-algérien, spécialiste de l'histoire musulmane contemporaine.

## Biographie
Sadek Sellam naît en 1950 dans la ville algérienne de Douera,, près d'Alger, alors sous colonisation française.
Il dispose d'un savoir particulier sur l'histoire de l’Islam en France, ainsi que différents islamologues anciens et contemporains en les mettant en avant ou corrigeant certaines de leurs erreurs. Il est souvent invité lors de meetings, conférences ou plateaux télévisés durant lesquels ses interventions sont attrayantes.
L'historien a aussi pu remettre à jour certaines idées des membres de l'Association des oulémas musulmans algériens.
Dans la préface du livre Ihiya 'Ulum Al-Din d'Al-Ghazali, Sadek Sellam a mis un point essentiel sur l'ouvrage en particulier et a pu exposer un écrivain français d'origine algérienne, Lyess Chacal.
Ses différentes préfaces sont reconnaissables par son style poignant, son savoir ainsi que par sa double connaissance du monde arabo-musulman et du monde occidental.
Sadek Sellam est sur la même lignée des écrivains, historiens, auteurs que Malek Bennabi, Ali Merad, Hamza Benaïssa.

## Ouvrages
- La France et ses musulmans : un siècle de politique musulmane (1895-2005), Fayard, 2006.
- L'Islam et les musulmans en France, éditions Tougui (1987)
- Être musulman aujourd'hui
- Ahmed Boumendjel (1908-1982) De la conquête morale coloniale à la reconquête de la souveraineté nationale

Sadek Sellam a également rédigé plusieurs préfaces à des ouvrages de Malek Bennabi, Abu Hamid Al-Ghazali, Ali Mérad, mais aussi des articles de presses, des articles sur des sites Internet tel que Oumma.com.